# Fontanna na skwerze Batalionu Harcerskiego AK „Wigry”
Fontanna na skwerze Batalionu Harcerskiego AK „Wigry” – fontanna znajdująca się na skwerze Batalionu Harcerskiego AK „Wigry”, przed kinem „Muranów”, w dzielnicy Śródmieście w Warszawie.

## Historia
Fontanna została wykonana w 1866 roku przez Wiktora Lipko. Została zaprojektowana przez Józefa Orłowskiego i Alfonsa Grotowskiego. Rzeźby zaprojektował w 1860 roku Leonard Marconi.
Wykonana z żeliwa fontanna została ustawiona w 1866 roku na skwerze przy Krakowskim Przedmieściu, urządzonym po wyburzeniu w 1865 roku bloku zabudowy i poszerzeniu tej ulicy w rejonie ulicy Dziekanka i placu przed kościołem karmelitów. Patera wodotrysku z trzonem otoczonym trzema rzeźbami została umieszczona na cokole ozdobionym w narożach wolutami. Rzeźby przedstawiają grupę chłopców trzymających sieć rybacką. Dodatkowo jeden z nich ma w rękach rybę, drugi wiosło, a trzeci − torbę sieciową. W 1872 roku z fontanny skradziono metalowe rybki trzymane przez jednego z chłopców.
W 1897 roku fontanna została zdemontowana, przeniesiona do magazynu i w 1910 roku ponownie ustawiona na trójkątnym skwerze znajdującym się w południowej części placu Bankowego. Na jej miejscu w 1898 roku odsłonięto pomnik Adama Mickiewicza.
W czasie II wojny światowej fontanna nie uległa zniszczeniu. Z powodu zmiany kształtu placu i likwidacji skweru nie mogła jednak pozostać w dotychczasowym miejscu. Została zdemontowana, odrestaurowana po kierunkiem Zygmunta Stępińskiego i odsłonięta w 1952 roku w obecnej lokalizacji, przed kinem „Muranów”, na osi pałacu Mostowskich.

## Galeria

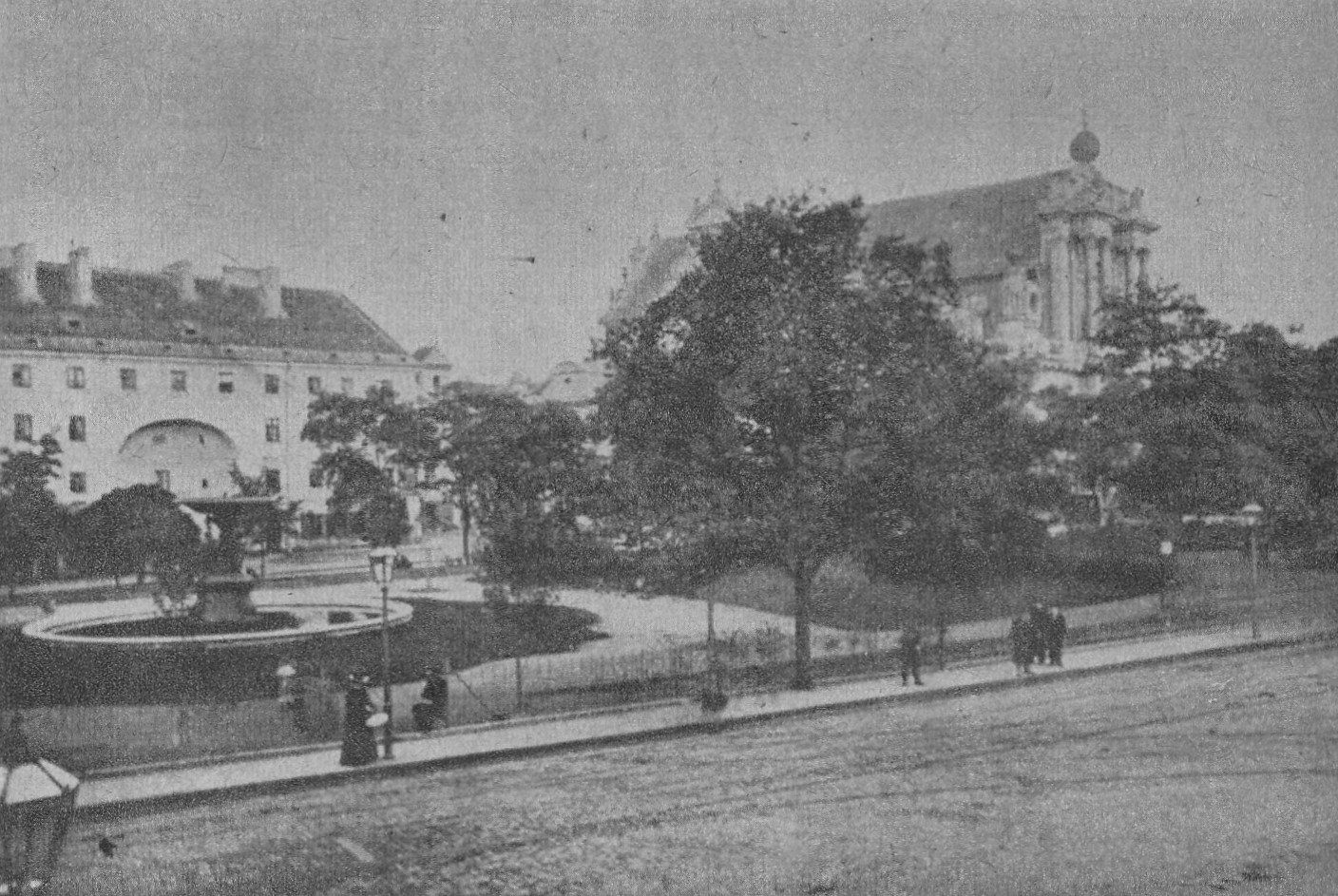
Fontanna w pierwotnej lokalizacji przy Krakowskim Przedmieściu
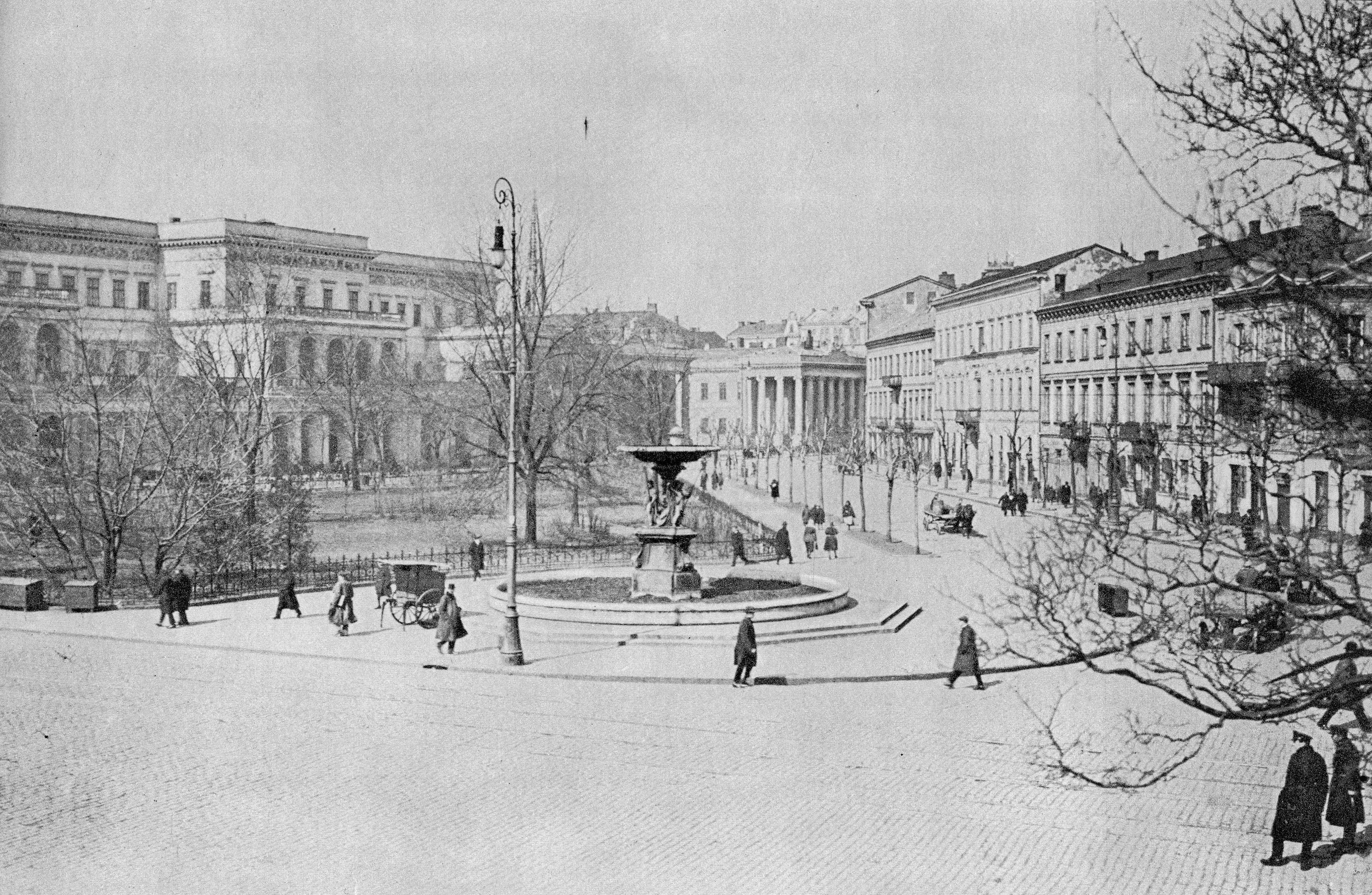
Fontanna w drugiej lokalizacji na placu Bankowym
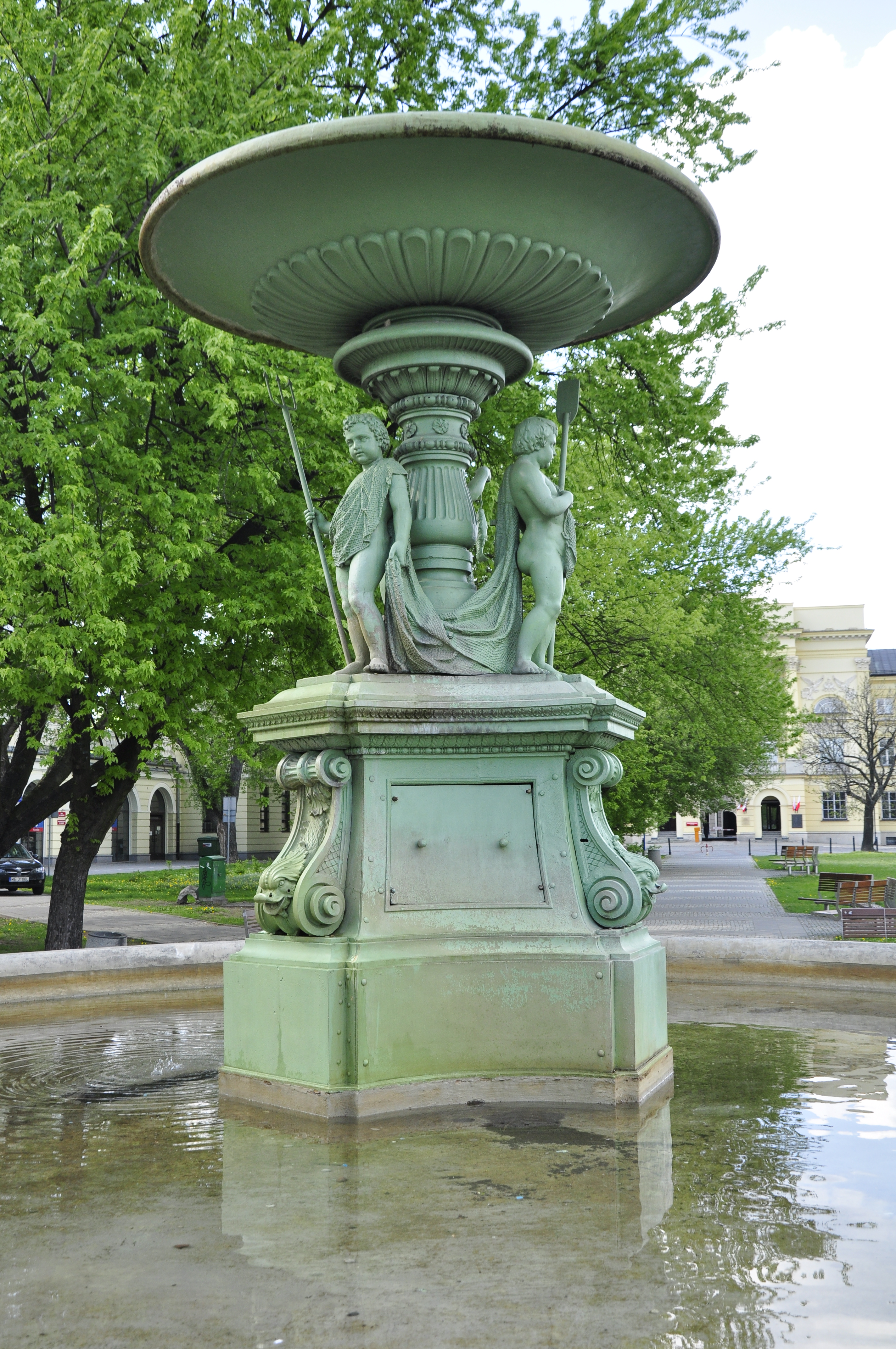
Patera wodotrysku z trzonem otoczonym rzeźbami